# Posáví
Posáví nebo Posavina (slovinsky Posavje, srbochorvatsky Posavina, Посавина) je název protáhlé nížiny, která se v délce asi 400 km táhne podél středního a dolního toku evropské řeky Sávy. Politicky je rozděleno mezi Chorvatsko, Bosnu a Hercegovinu (převážně entita Republika srbská), Srbsko a okrajově má přesah i do Slovinska. Z pohledu historických regionů zasahuje zejména do Slavonie, Sremu a Bosny.
Geologicky a geograficky jde o jihozápadní okrajovou část Panonské pánve, oddělenou od ní pásmem slavonských ostrovních pohoří (Ivanščica, Papuk, Fruška gora aj.). Na jihu je vymezeno předhůřími Dinárských hor (Zrinska gora, Kozara, Majevica, Povlen aj.). Posávím vede páteřní železnice a dálnice spojující Chorvatsko a Srbsko (evropská silnice E70).

## Historie
V římských dobách tvořila oblast jižní okraj provincie Panonnia. Během 7. století celé Posáví osídlili Slované a v jeho západní (hořejší) části se později vyvinulo jádro chorvatského státu. Ve vrcholném středověku se oblast stala jižním pomezím Uherska. V počátcích osmanské expanze ve 14. a 15. století se na řece Sávě ustálila dělicí linie mezi Turky a křesťanskou Evropou, v 16. století Osmané celou oblast dobyli. Habsburské Rakousko pak v průběhu 17. století severní břeh Sávy opět ovládlo a zřídilo zde území Vojenské hranice. Region tak byl po několik staletí znovu rozhraním mezi evropským a osmanským světem, než roku 1908 Rakousko-Uhersko anektovalo Bosnu a Hercegovinu a opanovalo téměř celou Posavinu kromě srbské Mačvy.
Po první světové válce připadlo celé území nově zřízenému Království SHS (později Jugoslávie). I přes různé administrativní reformy zůstávalo zpravidla rozděleno mezi několik provincí (zemí, bánovin apod.), neboť byla zachovávána přirozená hranice na Sávě. Za druhé světové války bylo několik let součástí fašistického Nezávislého státu Chorvatsko a vznikly zde nechvalně proslulé koncentrační tábory Jasenovac a Stara Gradiška. Po válce bylo území v rámci socialistické Jugoslávie opět rozděleno, převážně na historickém základě, pouze východní Srem byl přičleněn k srbské Vojvodině.
Rozpadem Jugoslávie počátkem 90. let v oblasti vypukla válka o hranice osamostatněných států, neboť národnostní složení těmto hranicím přesně neodpovídalo. Těžké boje probíhaly zejména ve východním Posáví (Srem) a v celé bosenské části, která byla etnicky nesourodá. Nemalá část bosenské Posaviny je dodnes těžko obyvatelná následkem devastace obydlí a sídel, i kvůli rozsáhlým minovým polím. Po válce se do oblasti vrátil pouze zlomek původních obyvatel. Část válečných uprchlíků žije hned za hranicemi v oblasti Slavonského Brodu v Chorvatsku, většina jich odešla do států Evropské unie, USA nebo Austrálie.

## Významná města
Slovinsko
- Krško

 Chorvatsko
- Đakovo
- Ivanić Grad
- Kutina
- Nova Gradiška
- Novska
- Petrinja
- Sisak
- Slavonski Brod
- Záhřeb
- Županja

 Bosna a Hercegovina
- Republika srbská
  - Bijeljina
  - Brod
  - Derventa
  - Gradiška
  - Kozarska Dubica
  - Modriča
  - Šamac

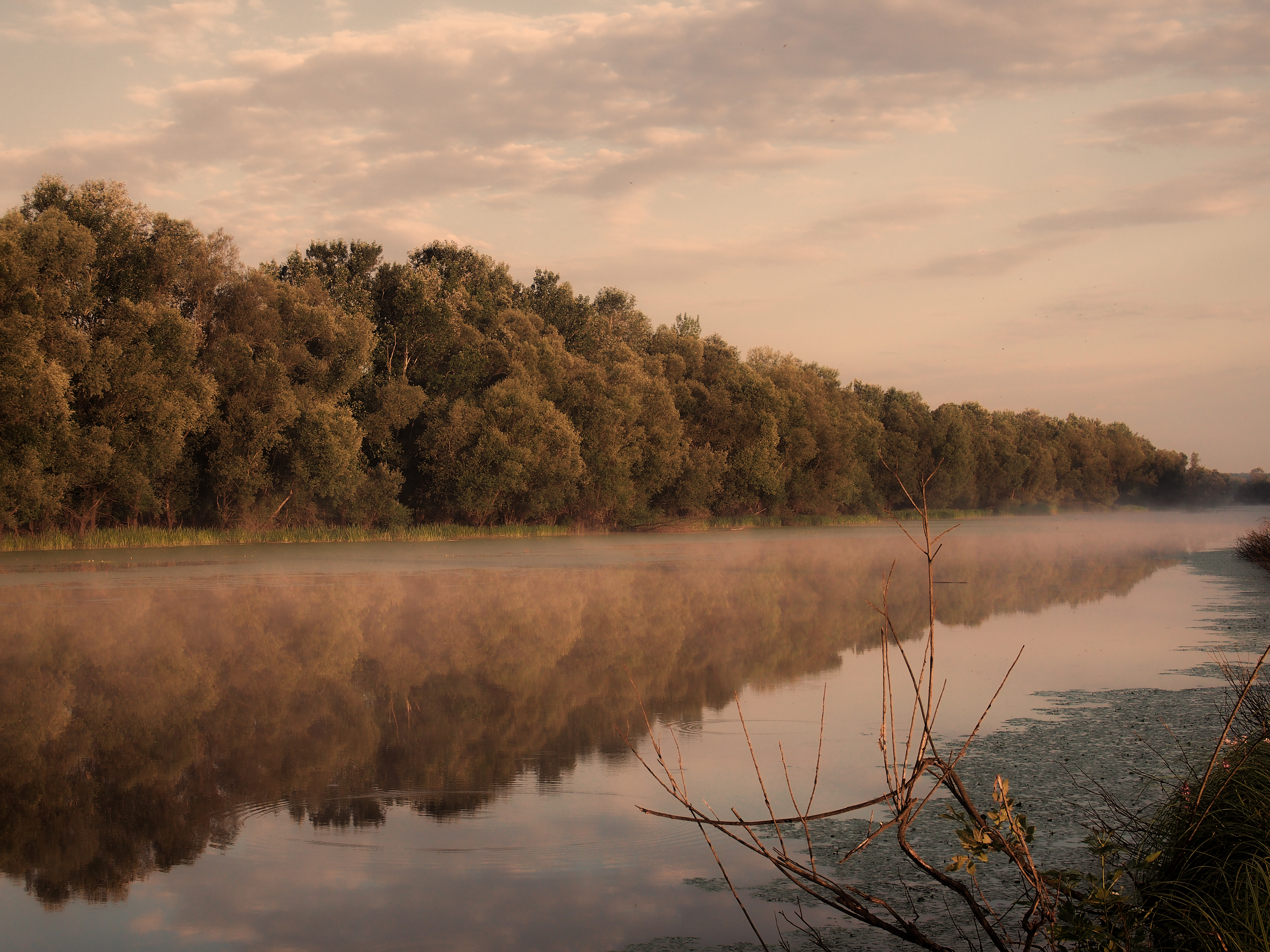
Přírodní park Lonjsko polje

- Federace Bosny a Hercegoviny
  - Gradačac
  - Odžak
  - Orašje
- Brčko

 Srbsko
- Bělehrad
- Obrenovac
- Ruma
- Sremska Mitrovica
- Šabac